# Georg H. Schnell
Georg Heinrich Schnell (Yantai, 11 de abril de 1878 — Berlim Ocidental, 31 de março de 1951) foi um ator alemão que foi mais conhecido por seu papel como Westerna em Nosferatu, Eine Symphonie des Grauens (1922).
Nasceu em Yantai, China, e morreu em Berlim Ocidental.
É creditado às vezes como G. H. Schnell, G.H. Schnell, Georg Heinrich Schnell, George Schnell, Georg Schnell, Schnell e George Snell.